# Опорний стрибок

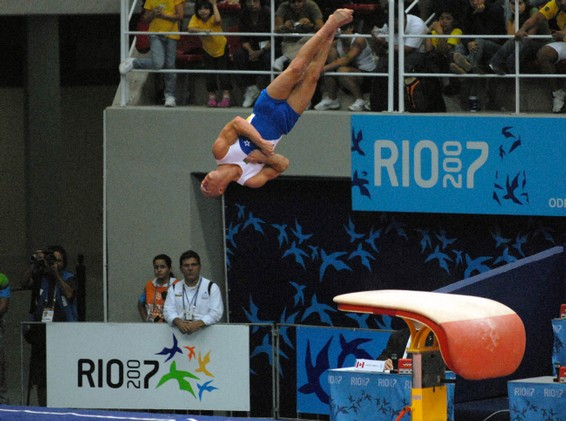
Гімнаст виконує опорний стрибок

Опо́рний стрибо́к — один з видів вправ у спортивній гімнастиці.

## Опис
Опорні стрибки входять до програми як жіночих, так і чоловічих турнірів. У сучасній програмі Олімпійських ігор проводяться змагання в опорному стрибку, в яких розігрується комплект медалей; також ці змагання входять до програми командної і абсолютної першості.
При виконанні опорного стрибка спортсмен розбігається по доріжці, потім за допомогою спеціального похилого пружного містка відштовхується і здійснює стрибок, під час якого він повинен зробити додаткове відштовхування від гімнастичного снаряда (це може бути гімнастичний кінь, козел або інший спеціальний снаряд). В ході стрибка спортсмен здійснює додаткові акробатичні елементи в повітрі (сальто, піруети, обертання та ін.) Виступ оцінюють за складністю виконаних елементів, чистотою їх виконання, відсутністю помилок. Особлива увага приділяється якості приземлення; падінню при приземленні або навіть невпевненого виконання приземлення, що  призводить до різкого зниження підсумкової оцінки.
За правилами Міжнародної федерації гімнастики, висота гімнастичного снаряду — 135 см від поверхні підлоги. Приблизна довжина доріжки розбігу — 25 метрів, ширина — 1 метр. Висота пружного містка — 20 см.
У змаганнях командної першості і багатоборства гімнасти виконують один стрибок. Якщо гімнаст розраховує на потрапляння у фінал по опорному стрибку — він повинен показати в кваліфікації два стрибки з різних структурних груп. Фінал в окремому виді — опорному стрибку, також вимагає від гімнаста виконання двох різних стрибків. Сумарна оцінка гімнаста — півсума першого і другого стрибка.
Стрибки поділяються на стрибки летом (без перевороту через голову) і стрибки з переворотом. Будь-який переворот — це обертання в повітрі на 180 °. Відповідно, якщо до перевороту додається сальто, то виходить поворот в повітрі на 540 ° навколо поздовжньої осі. Всі сальто, виконувані після переворотів, будуть полуторними.
Тобто переворот — сальто, якщо розглядати його від моменту торкання руками снаряда, до моменту приходу ніг на мат, буде полуторним (1,5 сальто). За аналогією переворот — подвійне сальто, можна розглядати як 2,5 сальто і т. д.

## Іменні стрибки
На засіданні технічного комітету Міжнародної федерації гімнастики було затверджено новий елемент в опорному стрибку. Він отримав базу 7,0 балів, і був названий на честь Ігоря Радівілова.